# グランドサークル

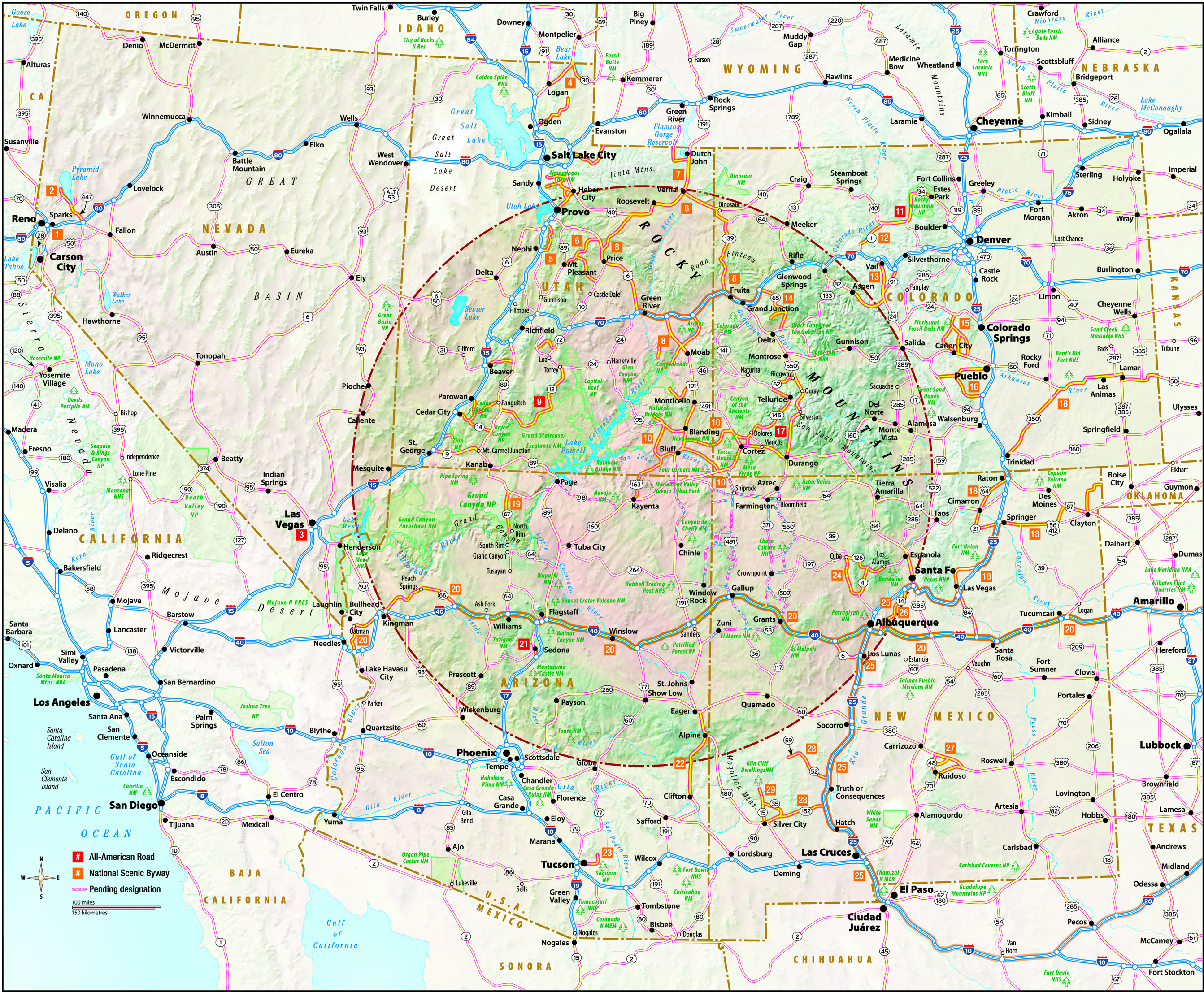
グランドサークルの地図

グランドサークル (The Grand Circle) は、アメリカのユタ州とアリゾナ州の州境にあるパウエル湖という巨大な人造湖を中心に、半径 230 キロメートルの円を描いた時、その円（サークル）の中に含まれるエリアの呼称。
10の国立公園、16の国定公園、19の国立モニュメントや州立公園が、その円（サークル）の中に含まれる。

## 国立公園
- アーチーズ国立公園
- 化石の森国立公園
- キャニオンランズ国立公園
- キャピトル・リーフ国立公園
- グランドキャニオン
- ザイオン国立公園
- ブライスキャニオン国立公園
- メサ・ヴェルデ
- ザ・ウェーブ

## 国立モニュメント
- アンテロープ・キャニオン
- キャニオン・デ・シェイ
- デッドホースポイント
- フォー・コーナーズ
- ミティアクレーター
- モニュメント・バレー
- パウエル湖
- レインボーブリッジ

## 州立公園
- グースネック州立公園
- コダクローム州立公園（ユタ）